# Fadogia verdickii
Fadogia verdickii är en måreväxtart som beskrevs av De Wild. och Théophile Alexis Durand. Fadogia verdickii ingår i släktet Fadogia och familjen måreväxter. Inga underarter finns listade i Catalogue of Life.